# Zymase
Zymase est soit le nom donné par Antoine Béchamp en 1864 au « ferment soluble » (enzyme) qu'il croyait avoir découvert et qui n'est autre que l'invertase, soit le nom qu'Eduard Buchner donna au complexe enzymatique qui provoque la fermentation alcoolique.